# Muriel Sarkany
 (août 2022).
Si vous disposez d'ouvrages ou d'articles de référence ou si vous connaissez des sites web de qualité traitant du thème abordé ici, merci de compléter l'article en donnant les références utiles à sa vérifiabilité et en les liant à la section « Notes et références ».
Muriel Sarkany, née à Bruxelles le 5 août 1974, est une grimpeuse belge professionnelle. Elle est détentrice de nombreux titres en compétition d'escalade et a atteint le neuvième niveau de difficulté en falaise.

## Biographie
Muriel Sarkany, née à Bruxelles le 5 août 1974, est la fille de Jean Sarkany, médecin d'origine hongroise, et de Jeannette Gernez.
Elle fait des études secondaires à l'Athénée royal d'Auderghem. Elle découvre l'escalade vers 15 ans lorsque ses parents l'amènent à une salle d'escalade de Bruxelles. À 18 ans, elle devient professionnelle dans son sport et est sacrée championne du monde junior à Bâle en 1992.
En senior, elle est à trois reprises vice-championne du monde d'escalade de difficulté aux championnats du monde d'escalade 1997, 1999 et 2001. Elle est également sacrée championne du monde d'escalade 2003 à Chamonix.
De même, elle est championne d'Europe 1998 et médaillée de bronze aux championnats d'Europe d'escalade 2002 en épreuve de difficulté. Après une pause en compétition en 2005 et 2006, elle revient en force en 2007 remportant le titre de vice-championne du monde et en gagnant la médaille de bronze à la coupe du monde au cours de même année.
Elle décide finalement de mettre fin à sa carrière de sportive de haut niveau en 2010. En 2022, elle est toujours détentrice du record du nombre de coupes du monde remportées avec ses cinq médailles d'or.                        
Muriel Sarkany se consacre alors à l'escalade en falaise et y atteint également des records. En 2013, à 39 ans, elle devient la quatrième femme au monde à réaliser un 9a avec la réalisation de PuntX dans les gorges du Loup en France.  
En 2016, Muriel Sarkany réalise l'exploit d'enchaîner un deuxième 9a, Era Vella, à Margalef en Espagne et devient ainsi la première femme à réaliser une voie de cette difficulté à plus de 40 ans.
Elle a créé la société Shopholds&more qui s’occupe de la représentation et la distribution de matériel outdoor de marques européennes et respectueuses de l’environnement.

## Palmarès

### Championnats du monde
Précoce, elle remporte une médaille d'or en catégorie junior. En épreuve de difficulté senior, après trois médailles d'argent aux championnats du monde d'escalade aux championnats du monde d'escalade 1997, 1999 et 2001, Muriel Sarkany devient championne du monde d'escalade 2003 et est finaliste en 2007.
| Date       | Final | Catégorie | Année | Organisateur | Pays        | Lieu        |
| ---------- | ----- | --------- | ----- | ------------ | ----------- | ----------- |
| 27/02/1992 | 01    | junior    | 1992  | UIAA         | Allemagne   | Bâle        |
| 09/07/2003 | 01    |           | 2003  | UIAA         | France      | Chamonix    |
| 03/12/1999 | 02    |           | 1999  | UIAA         | Royaume-Uni | Birmingham  |
| 05/09/2001 | 02    |           | 2001  | UIAA         | Suisse      | Winterthour |
| 17/09/2007 | 02    |           | 2007  | IFSC         | Espagne     | Aviles      |
| 01/02/1997 | 02    |           | 1997  | UIAA         | France      | Paris       |

### Coupe du monde
Muriel Sarkany est montée sur 31 podiums à la coupe du monde de difficulté.
- Vainqueur de la coupe du monde de difficulté pour les années 1997, 1999, 2001, 2002, et 2003.
- Médaille d'argent pour les années 1995, 1998, 2000 et 2004.
- Médaille de bronze en 2007.

| Date       | Place | Final | Catégorie  | Année | Organisateur | Pays        | Lieu            | Note |
| ---------- | ----- | ----- | ---------- | ----- | ------------ | ----------- | --------------- | ---- |
| 02/11/2001 | 01    | 01    | difficulté | 2001  | UIAA         | Malaisie    | Kuala Lumpur    |      |
| 05/09/1997 | 01    | 01    | difficulté | 1997  | UIAA         | Italie      | Courmayeur      |      |
| 07/06/2002 | 01    | 01    | difficulté | 2002  | UIAA         | Autriche    | Imst            |      |
| 14/11/2003 | 01    | 01    | difficulté | 2003  | UIAA         | Slovénie    | Kranj           |      |
| 15/11/2002 | 01    | 01    | difficulté | 2002  | UIAA         | Slovénie    | Kranj           |      |
| 16/04/1999 | 01    | 01    | difficulté | 1999  | UIAA         | Autriche    | Wiener Neustadt |      |
| 19/10/2001 | 01    | 01    | difficulté | 2001  | UIAA         | Italie      | Aprica          |      |
| 21/11/2003 | 01    | 01    | difficulté | 2003  | UIAA         | Chine       | Shenzhen        |      |
| 22/08/2003 | 01    | 01    | difficulté | 2003  | UIAA         | Espagne     | Aviles          |      |
| 23/05/2003 | 01    | 01    | difficulté | 2003  | UIAA         | Autriche    | Imst            |      |
| 23/08/2002 | 01    | 01    | difficulté | 2002  | UIAA         | Singapour   | Singapour       |      |
| 24/10/1997 | 01    | 01    | difficulté | 1997  | UIAA         | Tchéquie    | Prague          |      |
| 26/04/2002 | 01    | 01    | difficulté | 2002  | UIAA         | Italie      | Bolzano         |      |
| 28/06/2003 | 01    | 01    | difficulté | 2003  | UIAA         | Italie      | Lecco           |      |
| 29/11/1997 | 01    | 01    | difficulté | 1997  | UIAA         | Royaume-Uni | Birmingham      |      |
| 09/10/1998 | 01    | 02    | difficulté | 1998  | UIAA         | Italie      | Milan           |      |
| 12/07/2004 | 01    | 02    | difficulté | 2004  | UIAA         | France      | Chamonix        |      |
| 18/09/2004 | 01    | 02    | difficulté | 2004  | UIAA         | Espagne     | Marbella        |      |
| 29/09/2000 | 01    | 02    | difficulté | 2000  | UIAA         | Italie      | Courmayeur      |      |
| 29/10/2004 | 01    | 02    | difficulté | 2004  | UIAA         | France      | Valence         |      |

### Championnats d'Europe
Muriel Sarkany est championne d'Europe 1998 et médaille de bronze aux championnats d'Europe d'escalade 2002 en épreuve de difficulté.
| Date       | Final      | Catégorie  | Année | Organisateur | Pays      | Lieu      |
| ---------- | ---------- | ---------- | ----- | ------------ | --------- | --------- |
| 03/04/1998 | 01         | difficulté | 1998  | UIAA         | Allemagne | Nuremberg |
| 11/07/2002 | 03 ex æquo | difficulté | 2002  | UIAA         | France    | Chamonix  |

### Autres compétitions internationales
Elle est première trois années consécutives au Rock Master d'Arco, trois fois vainqueur des Masters de Serre Chevalier, encore deux autres fois vainqueur, et rafle onze autres podiums.
| Date       | Final | Catégorie    | Année | Organisateur | Pays      | Lieu            |
| ---------- | ----- | ------------ | ----- | ------------ | --------- | --------------- |
| 23/07/1998 | 01    | Masters      | 1998  | UIAA         | France    | Serre Chevalier |
| 20/07/2001 | 01    | Masters      | 2001  | UIAA         | France    | Serre Chevalier |
| 22/07/1999 | 01    | Masters      | 1999  | UIAA         | France    | Serre Chevalier |
| 10/09/1999 | 01    | Rock Masters | 1999  | UIAA         | Italie    | Arco            |
| 09/09/2000 | 01    | Rock Masters | 2000  | UIAA         | Italie    | Arco            |
| 14/09/2001 | 01    | Rock Masters | 2001  | UIAA         | Italie    | Arco            |
| 07/12/2002 | 01    | Événement    | 2002  |              | Chine     | Shenzhen        |
| 13/10/2001 | 01    | Masters      | 2001  | SALEWA       | Allemagne | Scheidegg       |

## Hommages
Elle est représentée sur la Fresque des Wallons à Namur.
Elle reçoit en 2003 le Trophée du mérite sportif de la Communauté française de Belgique.